# Тёмный окунь
Тёмный окунь (лат. Sebastes schlegelii) — хищная морская рыба семейства скорпеновых (Scorpaenidae). Встречается в северо-западной части Тихого океана.

## Таксономия
Sebastes schlegeli был впервые официально описан в 1880 году немецким зоологом и палеонтологом Францем Мартином Хильгендорфом с типовым местонахождением Токио и Хакодате в Японии. Некоторые специалисты относят этот вид к подроду Acutomentum, типовым видом которого он является. Видовое название дано в честь немецкого орнитолога и герпетолога Германа Шлегеля, который совместно с Конрадом Якобом Темминком написал научный труд «Fauna Japonica», в котором они описали этот вид как S. inermis.

## Распространение
Вид встречается в северо-западной части Тихого океана, у берегов Китая, Корейского полуострова и Японии, а также в Заливе Петра Великого (Россия).

## Внешний вид и строение
Sebastes schlegeli черноватые с черными брюшными, анальным и хвостовым плавниками. Он черный в молодом возрасте и становится пятнисто-серым по бокам с возрастом, часто приближаясь к белому окрасу. Представители этого вида могут сильно различаться по размеру в разных водоемах. В спинном плавнике 13 жестких и 11—13 мягких лучей. В анальном плавнике 3 жестких и 6—13 мягких лучей. Могут жить до 20 лет, а более старые особи часто намного крупнее среднего размера. Средняя длина тела от 26 до 28 см, а максимальная зарегистрированная длина составляет 65 см. Рекордный вес составляет 3,1 кг.

## Размножение
Является яйцеживородящим и размножается посредством внутреннего оплодотворения видом. В северо-западной части Тихого океана самка производит на свет от 44 000 до 780 000 мальков за раз.
Наряду с другими близкородственными видами Sebastes в северо-западной части Тихого океана, дублированная копия гена amh (называемая amhy) является главным геном, определяющим пол у S. schlegelii. Эксперименты in vitro показывают, что повышенная экспрессия amhy вызывает смену пола с женского на мужской у S. schlegelii. Дальнейшие исследования показали, что дупликация amhy произошла у предка морского окуня Sebastes, но не используется для определения пола у всех видов.

## Экология
Это пелагическая рыба, встречающаяся на континентальном шельфе. Как и другие пелагические рыбы, они проводят большую часть времени в толще воды и, как правило, держатся над каменистым дном. Питаются данными (крабы и иглокожие) и нектонными (костные рыбы) организмами. Молодь часто ассоциирована со скоплениями плавающих водорослей. На них паразитирует вид морских вшей Lepeophtheirus elegans.

## Sebastes schlegeliи человек
Охранный статус вида не оценивался. Он безвреден для человека и служит объектом промысла. Также его разводят в аквакультуре и он потенциально может быть питомцем в морских аквариумах.